# Winfried Schich

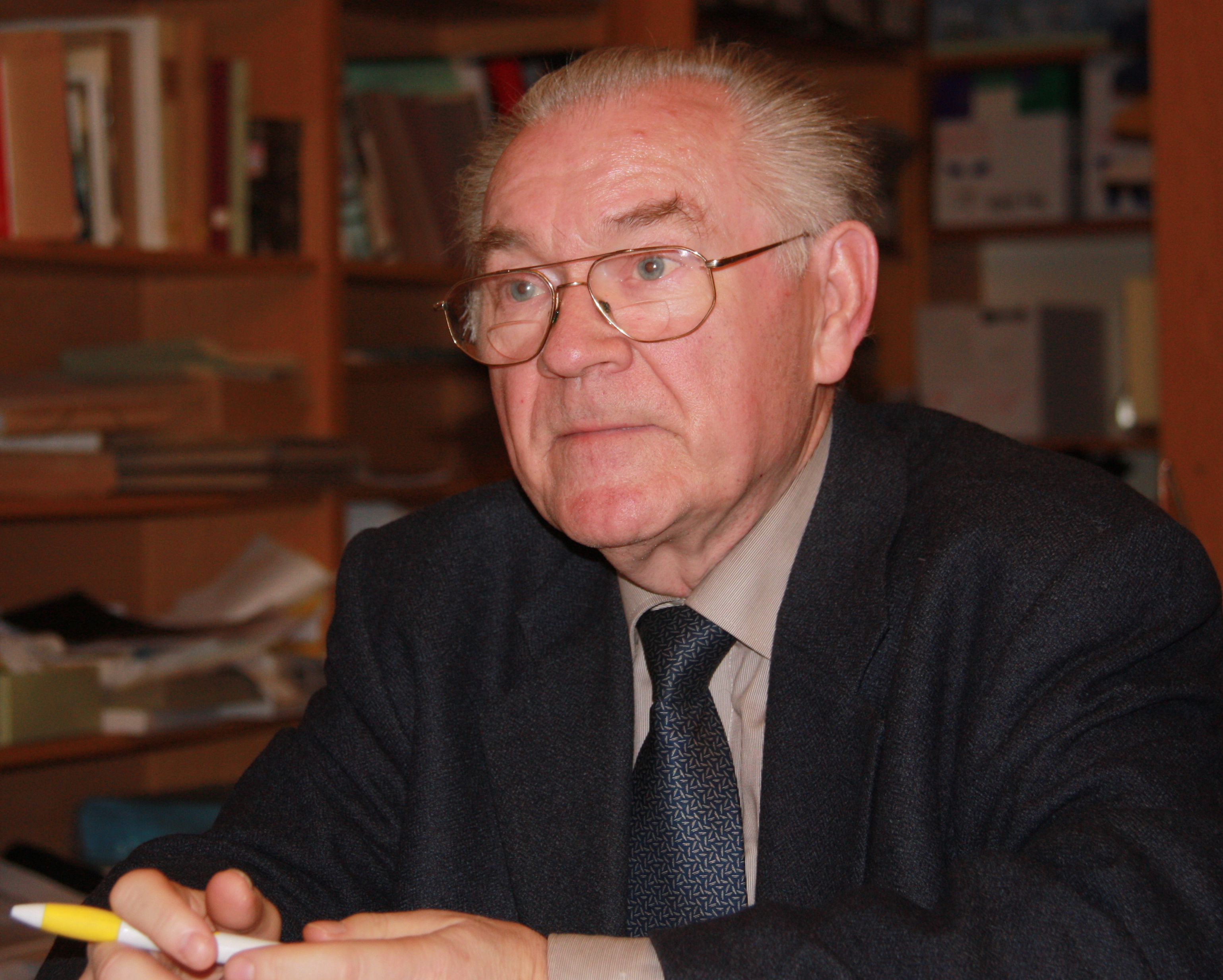
Winfried Schich (in einem Colloquium 2011)

Winfried Schich (* 20. Januar 1938 in Berlin; † 22. März 2021 in Berlin) war ein deutscher Historiker.

Winfried Schich wurde nach einem Studium der Geschichte 1974 an der Freien Universität Berlin mit einer Arbeit zum Thema Würzburg im Mittelalter. Studien zum Verhältnis von Topographie und Bevölkerungsstruktur promoviert. Nach der Habilitation 1979 in Mittelalterlicher Geschichte an der Freien Universität Berlin lehrte er von 1982 bis 1992 als Professor für Mittelalterliche Geschichte an der Universität Kassel. Von Ende 1992 bis zu seiner Emeritierung 2003 war er Professor für Landesgeschichte an der Humboldt-Universität zu Berlin. Als akademischer Lehrer betreute er drei Dissertationen.

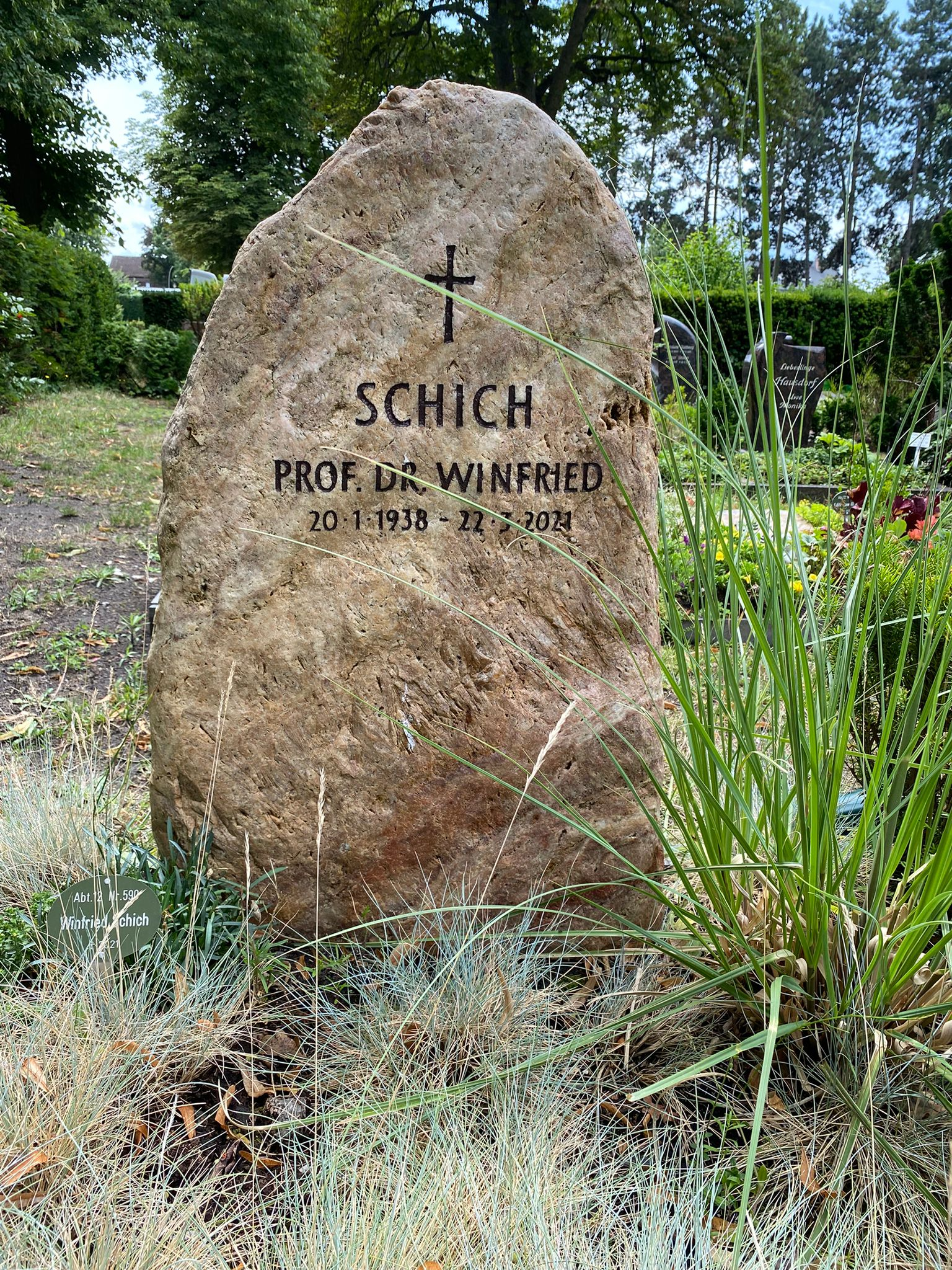
Grabstätte

Schich war auswärtiges Mitglied der Polnischen Akademie der Gelehrsamkeit (PAU) in Krakau, Mitglied der Historischen Kommission zu Berlin, der Brandenburgischen Historischen Kommission, der Historischen Kommission für Pommern und seit 1999 Mitglied der Historischen Kommission für Hessen. Seit 2009 war er Ehrenmitglied der Landesgeschichtlichen Vereinigung für die Mark Brandenburg, der er 1971 beitrat. Ihm ist maßgeblich das Entstehen des Landesgeschichtlichen Forschungscolloqiums der Vereinigung zu verdanken, welches seit 2008 regelmäßig in deren Lesesaal tagt und zu einem fruchtbaren interdisziplinären Austausch zu Themen der Landesgeschichte beiträgt.
Schichs Forschungsschwerpunkte waren die Brandenburgische und vergleichende Landesgeschichte, die Geschichte der Germania Slavica, Stadt- und Siedlungsgeschichte sowie die Geschichte der Zisterzienser.
Seine letzte Ruhestätte fand Winfried Schich auf dem Friedhof Koppelweg im Berliner Ortsteil Britz.

## Schriften (Auswahl)
Monografien
- Würzburg im Mittelalter. Studien zum Verhältnis von Topographie und Bevölkerungsstruktur (= Städteforschung. Reihe A. Band 3), Köln 1977, ISBN 3-412-05076-8.
- Die Entstehung der Stadt Kassel. 1075 Jahre Kassel – 800 Jahre Stadt Kassel (= Quellen und Perspektiven zur Entwicklung Kassels. Band 1). Freunde des Stadtmuseums e. V., Kassel 1989, OCLC 25457266.
- mit Jerzy Strzelczyk: Slawen und Deutsche an Havel und Spree. Zu den Anfängen der Mark Brandenburg (= Deutsche und Polen – Geschichte einer Nachbarschaft. Teil B 4 / Studien zur internationalen Schulbuchforschung. Band 82). Hahn, Hannover 1997, ISBN 3-88304-124-6.
- Wirtschaft und Kulturlandschaft. Gesammelte Beiträge 1977 bis 1999 zur Geschichte der Zisterzienser und der „Germania Slavica“ (= Bibliothek der Brandenburgischen und Preußischen Geschichte. Band 12). Bearbeitet und herausgegeben von Ralf Gebuhr, Peter Neumeister. Berliner Wissenschafts-Verlag, Berlin 2007, ISBN 978-3-8305-0378-1 (eingeschränkte Vorschau in der Google-Buchsuche).

Herausgeberschaften
- Beiträge zur Entstehung und Entwicklung der Stadt Brandenburg im Mittelalter (= Veröffentlichungen der Historischen Kommission zu Berlin. Band 84). De Gruyter, Berlin/New York 1993, ISBN 3-11-013983-9.
- Zisterziensische Wirtschaft und Kulturlandschaft (= Studien zur Geschichte, Kunst und Kultur der Zisterzienser. Band 3). Lukas-Verlag, Berlin 1998, ISBN 3-931836-12-6.
- Zisterziensische Klosterwirtschaft zwischen Ostsee und Erzgebirge. Studien zu Klöstern in Vorpommern, zu Himmelpfort in Brandenburg und Grünhain in Sachsen (= Studien zur Geschichte, Kunst und Kultur der Zisterzienser. Band 19). Lukas-Verlag, Berlin 2004, ISBN 3-936872-08-2.
- mit Heinz-Dieter Heimann, Klaus Neitmann, Martin Bauch, Ellen Franke, Christian Gahlbeck und Christian Popp: Brandenburgisches Klosterbuch – Handbuch der Klöster, Stifte und Kommenden bis zur Mitte des 16. Jahrhunderts (= Brandenburgische Historische Studien. Band 14). 2. Auflage, be.bra Wissenschaftsverlag, Berlin 2009, ISBN 978-3-937233-26-0.